# Anańjiw
Anańjiw (ukr. Ананьїв) – miasto na Ukrainie, w obwodzie odeskim, w rejonie podolskim, liczy 8400 mieszkańców (2016).

## Historia
W 1897 miasto zamieszkiwało 16 684 osób, głównie Ukraińcy (43%), Rumuni i Mołdawianie (25%) oraz Żydzi (21%). W latach 1924–1940 należało do Mołdawskiej ASRR, a od 1941 do 1944 znajdowało się pod zarządem Rumunii jako część Transnistrii.